# Spořicí účet
Spořicí účet je bankovní účet. Jeho hlavním účelem je shromažďování finančních prostředků, které klient pomocí svého spoření poskytuje bance. Odměnou za omezené možnosti využití vložených prostředků banka poskytuje vyšší úročení než u běžných účtů.

## Charakteristika
Na spořicí účty lze zpravidla kdykoliv vkládat, ale výběry se musí v případě účtů s výpovědní lhůtou předem vypovědět. Tento účet nelze běžně použít pro odchozí bezhotovostní platby. Spořicí účty mají mnoho variant. Nejznámější formou jsou vkladní knížky. Spořicí účty nebývají většinou zpoplatněny. Poplatky za výběr většinou souvisí s nedodržením výpovědních lhůt nebo zrušení účtu. Výše úročení není ve většině případů pevně stanovena, ale je vyhlašovaná bankou a odvíjí se od aktuálního stavu na peněžním trhu.

### Úroky
Úroky z vkladu jsou většinou nějaký čas po připsání volné. Poté se stávají součástí vkladu (kapitalizují se).

## Vklady na jméno i doručitele
Historické spořicí účty a jejich nejčastější formy – vkladní knížky byly vedeny zásadně na doručitele – oprávněný byl ten, kdo předložil vkladní knížku. S nástupem nové legislativy je snaha eliminovat vklady na doručitele – (nové se již v ČR nezřizují) a zřídit z nich vklady splatné pouze majiteli spořicího účtu nebo zmocněnému zástupci.

## Podmínky pro zřízení spořicích účtů
U vkladů na majitele – fyzické osoby prokázání totožnosti platným dokladem. Minimální potřebný vklad podle podmínek banky. U účtů „bez vkladní knížky“ je nutné uzavřít i smlouvu o zřízení tohoto účtu.
U vkladů právnických osob je nutné uzavřít smlouvu podle platných parametrů společnosti zřetelných z příslušných rejstříků a osoby či osob oprávněných jednat jejím jménem. Příslušný minimální vklad je podmínkou banky.

## Vhodné užití spořicího účtu
Spořicí účet nepatří k nejlepším spořícím finančním produktům. Jeho nízká úroková sazba (zpravidla pod 1 %) byla například v roce 2018 pod úrovní inflace (2,5 % v srpnu 2018), tudíž účet neuchránil vložené peníze ani před jí samotnou. Spořicí účet tedy není vhodný pro dlouhodobé spoření. Má však i jiné vhodné použití.
Spořicí účet má zpravidla tyto vlastnosti: 
- nabízí výnos,
- je likvidní a bezpečný,
- jeho sjednání, vedení i transakce jsou u většiny bank zdarma,
- peníze do něj můžete kdykoliv vložit a kdykoliv vybrat.

Z těchto hledisek je spořicí účet vhodný zejména pro finanční rezervu na nečekané a okamžité výdaje. Spořicí účet je tu rozhodně výhodnější a bezpečnější variantou než mít peníze u sebe doma. Spořící účet je také vhodný jako zástava nebo záruka. U spořicího účtu by si však měl klient dát pozor, aby byly výše zmíněné vlastnosti dodrženy, zejména vedení, sjednání i transakce zdarma.